# فینال جام ملت‌های اروپا ۱۹۶۸

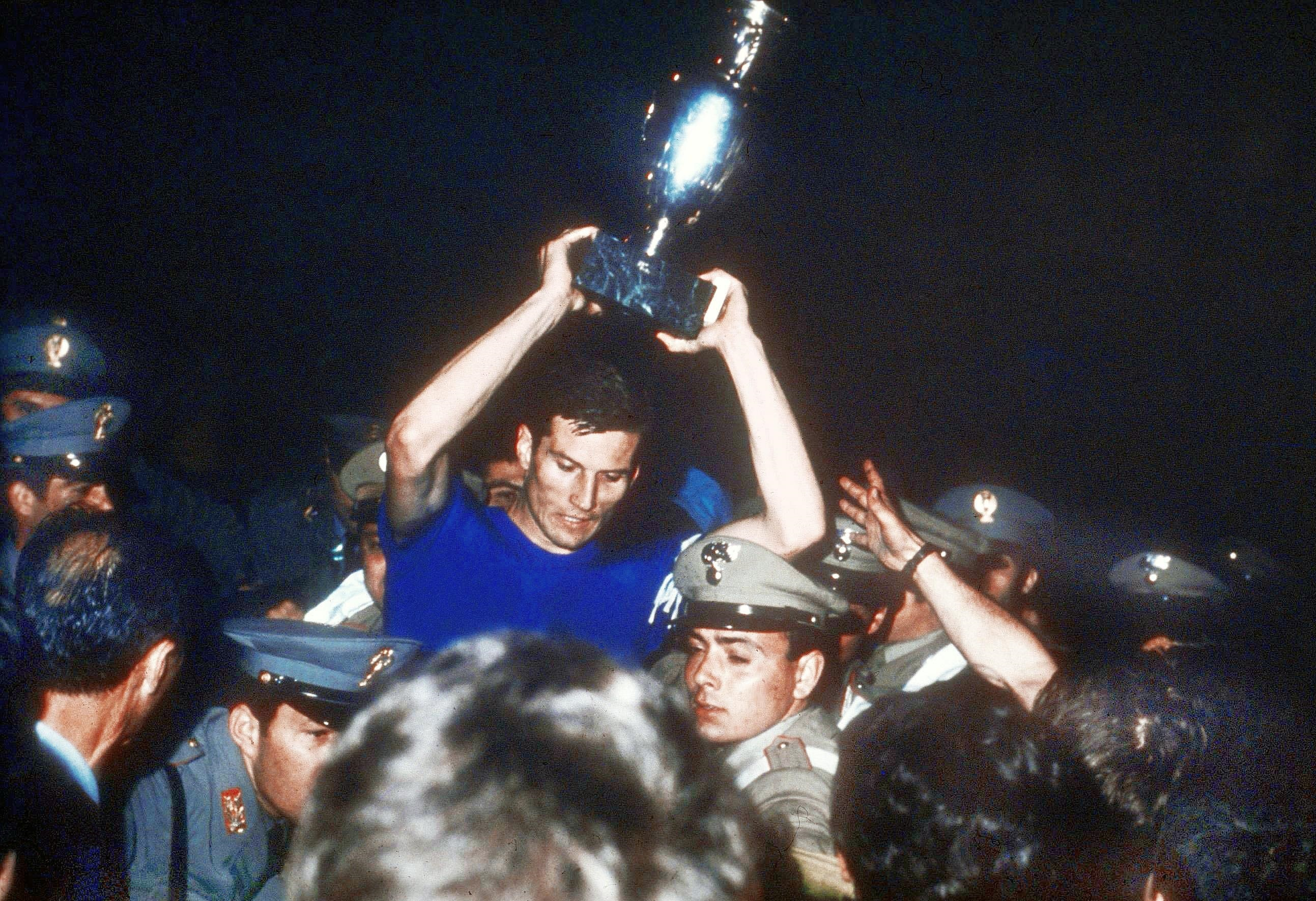
جاچینتو فاکتی کاپیتان ایتالیا با جام قهرمانی

فینال جام ملت‌های اروپا ۱۹۶۸، رقابت پایانی جام ملت‌های اروپا ۱۹۶۸ است که مابین تیم ملی فوتبال ایتالیا و تیم ملی فوتبال یوگسلاوی در ورزشگاه المپیک رم، رم برگزار شده‌است.
این مسابقه که در تاریخ ۱۰ ژوئن ۱۹۶۸ انجام شده‌است٬ با نتیجه ۲ بر ۰ به سود تیم ملی فوتبال ایتالیا به پایان رسید.